# Knollenmozaïekvirus
Knollenmozaïekvirus (TuMV) is een Potyvirus behorend tot de familie Potyviridae dat onder andere sluitkool, bloemkool, spruitkool, knolraap, mierik, radijs, koolraap, mosterd, chinese kool en witte waterkers kan aantasten. Op alle sluitkoolbladeren ontstaan 5 - 15 mm grote, onregelmatig gevormde, zwarte vlekken, die soms samenvloeien. Tijdens de bewaring kunnen de zwarte vlekken toenemen. De bladeren van knolraap verkleuren, blijven klein en vervormen.
Het knollenmozaïekvirus is een niet-persistent virus dat wordt overgebracht door 40 - 50 soorten bladluizen, waarbij de groene perzikluis (Myzus persicae) en melige koolluis (Brevicoryne brassicae) de belangrijkste zijn. Knollenmozaïekvirus is een positief-sense enkelstrengs RNA-virus ((+)ssRNA). De draadvormige eiwitmantel is beweeglijk en is gemiddeld 720 nm lang. Het genoom is lineaïr en bestaat uit één molecuul RNA. Het virus heeft geen enveloppe. Het virus wordt geïnactiveerd bij een temperatuur van 62°C en blijft in vitro 3 – 4 dagen in leven.